# Fever (Madonna)
Fever è un singolo di Madonna, pubblicato nel 1993; si tratta del quarto singolo estratto dall'album della cantante, Erotica, ed è la cover del brano omonimo composto da Eddie Cooley e John Davenport.
Negli USA il singolo uscì solo come promozionale.
Il pesante programma di pubblicazione dei singoli di Erotica nella chart del Regno Unito è stato fatto per aiutare le vendite dell'album genitore e mantenere le canzoni di Madonna nelle radio. Il video non era finito in tempo per la pubblicazione e con Bad Girl alla numero 10 nelle classifiche UK, la Warner decise di pubblicare prima del previsto Fever. La Warner produsse rapidamente un montaggio del video da sue opere precedenti per promuovere il singolo, ma la versione originale del video è quella diretta da Stéphane Sednaoui.
Nel settembre 2008, un remix di Fever (noto come "Dance Floor Mix") è stato utilizzato nel promo televisivo per la quinta stagione di Desperate Housewives.

## Il video
Per il video del brano è stata utilizzata la versione Edit One . Il video è stato diretto e girato da Stéphane Sednaoui tra il 10 e l'11 aprile del 1993, e presenta alternativamente Madonna con i capelli rossi, con una pittura per il corpo d'argento e poi vestita con una varietà di costumi tendenti al funky, mentre balla davanti a sfondi caleidocopici. Questo video può essere considerato la sua prima incursione nel mondo degli effetti speciali, prima che fosse premiato il video della sua hit Bedtime Story (che è stato ideato due anni più tardi). I costumi nel video si ispirano al film Il re ed io, e da un'influenza balinese, indù e di buddismo.

## Esecuzioni dal vivo
Una performance molto famosa ed apprezzata è quella del Girlie Show, oppure quella fatta allo show serale americano Saturday Night Live del 1993, che venne cantata insieme a Bad Girl, o quella all'Arsenio Hall Show.

## Classifiche
| Classifica (1993) | Posizione massima |
| ----------------- | ----------------- |
| Australia         | 51                |
| Belgio            | 22                |
| Finlandia         | 1                 |
| Francia           | 31                |
| Irlanda           | 6                 |
| Italia            | 12                |
| Giappone          | 7                 |
| Regno Unito       | 6                 |

## Tracce e formati
UK cassette single / UK 7" single / UK 7" picture disc
- Fever (album edit)
- Fever (Murk Boys Radio Edit)

UK CD single
- Fever (album edit)
- Fever (Hot Sweat 12")
- Fever (Extended 12")
- Fever (Shep's Remedy Dub)
- Fever (Murk Boys Miami Mix)
- Fever (Murk Boys Deep South Mix)

UK 12" single
- Fever (Hot Sweat 12")
- Fever (extended 12")
- Fever (Shep's Remedy Dub)
- Fever (Murk Boys Miami Mix)
- Fever (Murk Boys Deep South Mix)
- Fever (Oscar G's Dope Dub)

Fever - Special DJ Limited Edition Remix Package
Disc 1, Side A
- Fever (Murk Boys Miami Mix)
- Fever (Oscar G's Dope Dub)

Disc 1, Side B
- Fever (Murk Boys Deep South Mix)
- Fever (Back to the Dub 2)
- Fever (12" instrumental)

Disc 2, Side A
- Fever (extended 12")
- Fever (T's Extended Dub A)
- Fever (T's Extended Dub B)

Disc 2, Side B
- Fever (Hot Sweat 12")
- Fever (Shep's Remedy Dub)
- Fever (Peggy's Nightclub Mix) (Percapella)
- Fever (Bugged Out Bonzai Dub)

Fever - CD reference
- Fever (edit 1)
- Fever (edit 2)